# Яр Марний
Яр Марний (рос. Яр Напрасный) — річка в Росії у Шебекінському районі Бєлгородської області. Права притока річки Сіверського Дінця (басейн Азовського моря).

## Опис
Довжина річки приблизно 10,11 км, найкоротша відстань між витоком і гирлом — 8,63  км, коефіцієнт звивистості річки — 1,17 . Формується декількома балками та загатами.

## Розташування
Бере початок у селі Муром. Тече переважно на північний схід через колишнє село Напрасне та село Архангельське і впадає у річку Сіверський Донець, праву притоку Дону.